# 19

## Decese
- 10 octombrie: Germanicus (Decimus Claudius Nero Germanicus), general al Imperiului Roman (n. 15 î.Hr.)